# Sparisoma
Sparisoma (Synonyme: Callyodontiehthys Bleeker, 1861; Euscarus Jordan & Evermann, 1896) ist eine Gattung der Papageifische, die mit 15 Arten im Mittelmeer, im östlichen und westlichen Atlantik und in der Karibik vorkommt.

## Merkmale
Sparisoma-Arten haben einen mäßig hochrückigen Rumpf und einen abgerundeten Kopf. Die Zähne in Ober- und Unterkiefer werden von den Lippen bedeckt, die Zähne des Unterkiefers stehen etwas mehr vor als die des Oberkiefers. Die Prämaxillare ist mit breiten, abgeflachten Zähnen besetzt die bei größeren Exemplaren zu Zahnplatten verschmelzen. Seitliche Eckzähne sind auch bei adulten Exemplaren vorhanden. Einige Arten haben auch kaniforme Zähne an der vorderen Symphyse. Der Unterkiefer ist mit zahlreichen Reihen breit abgeflachter Zähne besetzt. Die Anzahl der Kiemenrechen liegt bei 11 bis 21. Die Kiemenhäute sind breit am Isthmus befestigt. Die vorderen Nasenöffnungen haben einen fleischigen Rand mit einer langen fleischiger Hautklappe mit 2 bis 20 Zirren, die sich bis zu den hinteren Nasenöffnungen oder darüber hinaus erstrecken. Die Brustflossen werden von 13 Flossenstrahlen gestützt, die Stacheln der Rückenflosse sind scharf und hart. Vor dem vordersten Rückenflossenstachel liegen 4 Schuppen, auf den Wangen befindet sich je eine Schuppenreihe.

## Lebensweise
Sparisoma-Arten leben in Korallen- und Felsriffen und über Seegraswiesen in Tiefen von 1 bis 80 Metern und ernähren sich von Seegras, Makroalgen und Fadenalgen.

## Arten

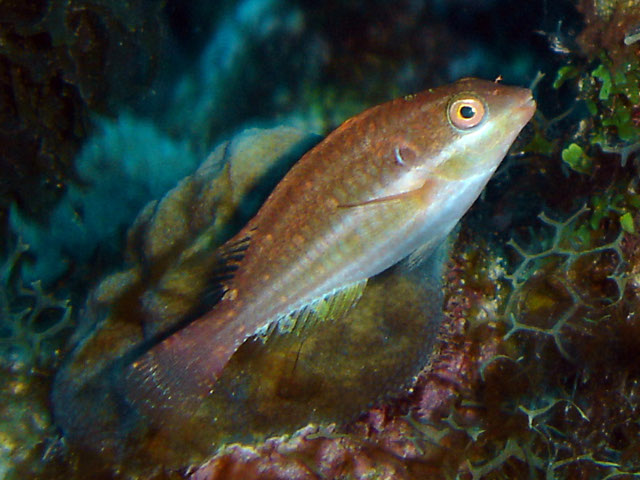
Sparisoma atomarium, Jungfisch

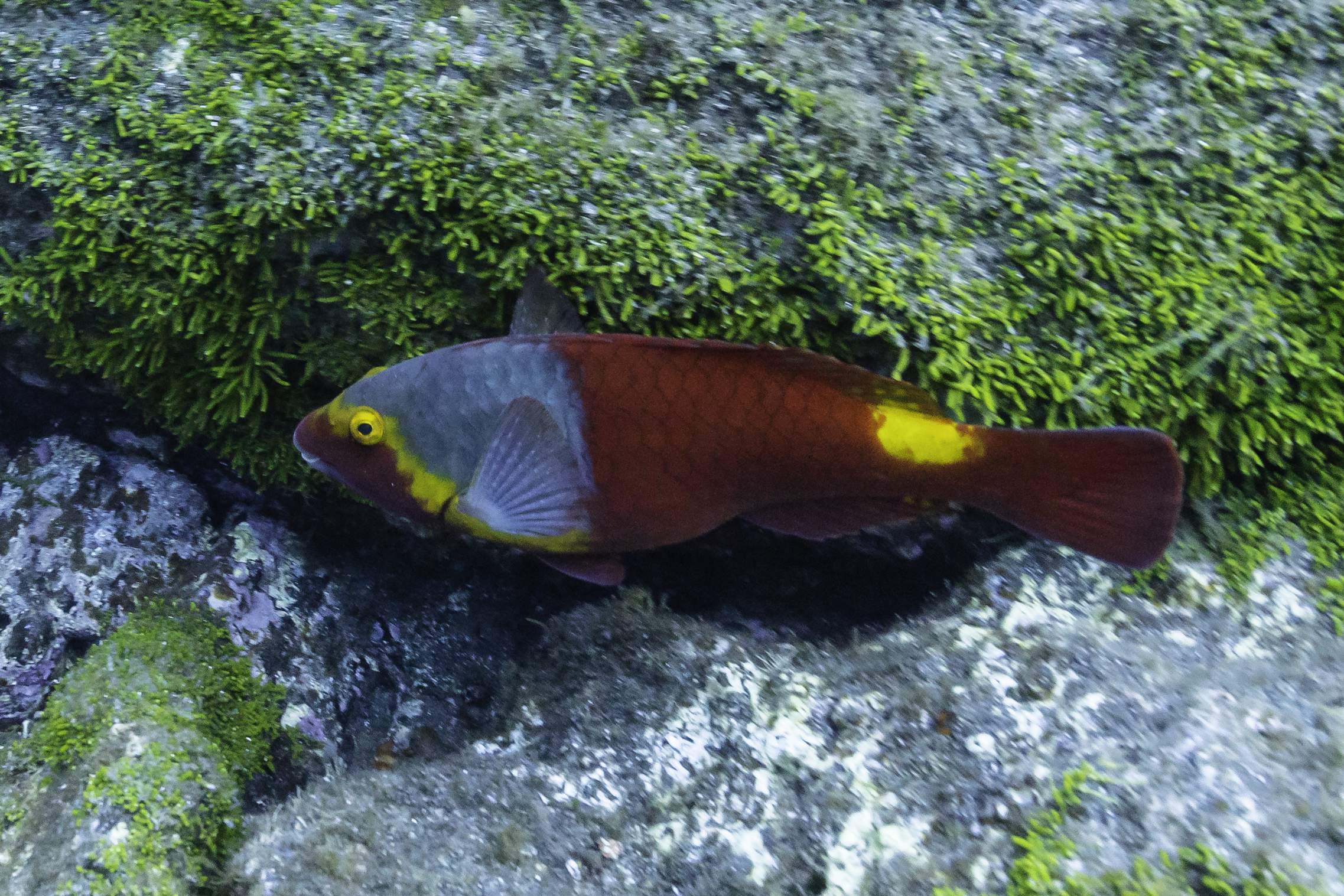
Sparisoma cretense

Zur Gattung Sparisoma gehören 15 Arten:
- Sparisoma amplum (Ranzani, 1841)
- Sparisoma atomarium (Poey, 1861)
- Sparisoma aurofrenatum (Valenciennes in Cuvier & Valenciennes, 1840)
- Sparisoma axillare (Steindachner, 1878)
- Sparisoma chrysopterum (Bloch & Schneider, 1801)
- Sparisoma choati Rocha, Brito & Robertson, 2012
- Europäischer Papageifisch (Sparisoma cretense (Linnaeus, 1758))
- Sparisoma frondosum (Agassiz in Spix & Agassiz, 1831)
- Sparisoma griseorubrum Cervigón, 1982
- Sparisoma radians (Valenciennes in Cuvier & Valenciennes, 1840)
- Sparisoma rocha Pinheiro, Gasparini & Sazima, 2010
- Gelbschwanz-Papageifisch (Sparisoma rubripinne (Valenciennes in Cuvier & Valenciennes, 1840))
- Sparisoma strigatum (Günther, 1862)
- Sparisoma tuiupiranga Gasparini, Joyeux & Floeter, 2003
- Grüner Papageifisch (Sparisoma viride (Bonnaterre, 1788))